# Barbara Sinatra
Barbara Sinatra; pierwotnie Barbara Ann Blakeley (ur. 10 marca 1927 w Bosworth w stanie Missouri; zm. 25 lipca 2017 w Rancho Mirage w stanie Kalifornia) – amerykańska działaczka charytatywna; w młodości modelka i tancerka. Była żoną aktora i komika Zeppo Marxa oraz piosenkarza i aktora Franka Sinatry.